# Jan Gabarski
Jan Gabarski (ur. 24 grudnia 1897 w Warszawie, zm. 4–7 kwietnia 1940 w Katyniu) – rotmistrz Wojska Polskiego, ofiara zbrodni katyńskiej.

## Życiorys
Urodził się w rodzinie Stanisława i Pauliny z Gregowczyków. Żołnierz I Korpusu Polskiego w Rosji. W 1918 wstąpił do Wojska Polskiego. W szeregach 4 pułku ułanów brał udział we wszystkich walkach pułku w wojnie 1920 r.
Po zakończeniu działań wojennych nadal służył w stopniu podporucznika (starszeństwo z dniem 1 czerwca 1922 i 10 lokatą w korpusie oficerów kawalerii) w 4 p.uł. W 1924 awansował do stopnia porucznika (starszeństwo z dniem 1 czerwca 1924 i 7 lokatą w korpusie oficerów kawalerii). 2 grudnia 1930 prezydent RP nadał mu stopień rotmistrza z dniem 1 stycznia 1931 i 16. lokatą w korpusie oficerów kawalerii. W marcu 1939 pełnił służbę na stanowisku zastępcy dowódcy szwadronu zapasowego 4 pułku ułanów w Wołkowysku.
W kampanii wrześniowej zastępca dowódcy szwadronu zapasowego 4 pułku ułanów, Jędrzej Tucholski podaje, że był dowódcą szwadronu w Ośrodku Zapasowym Wileńskiej Brygady Kawalerii. Wzięty do niewoli przez Sowietów. W grudniu 1940 był jeńcem obozu kozielskiego. Między 3 a 5 kwietnia 1940 przekazany do dyspozycji naczelnika smoleńskiego obwodu NKWD – lista wywózkowa bez numeru, poz. 120, nr akt 75 z 2.04.1940. Został zamordowany między 4 a 7 kwietnia 1940 przez NKWD w lesie katyńskim. Zidentyfikowany podczas ekshumacji prowadzonej przez Niemców w 1943, zapis w dzienniku ekshumacji pod datą 13.05.1943. Przy szczątkach znaleziono świadectwo szczepień o nr 1623. Figuruje na liście AM-218-1919 (mylnie odczytane nazwisko - Gawarski) i liście Komisji Technicznej PCK pod numerem 01919 (nazwisko mylnie zapisane jako Gabawski). Nazwisko Gabarskiego, mylnie podane za wpisem PCK jako Gabawski, znajduje się na liście ofiar (pod nr 1919) opublikowanej w Gońcu Krakowskim nr 129 i w Nowym Kurierze Warszawskim nr 134 z 1943.
Był żonaty z Marią z Pożaryskich, z którą miał córkę Wiesławę.
5 października 2007 minister obrony narodowej Aleksander Szczygło mianował go pośmiertnie na stopień majora. Awans został ogłoszony 9 listopada 2007, w Warszawie, w trakcie uroczystości „Katyń Pamiętamy – Uczcijmy Pamięć Bohaterów”.

## Ordery i odznaczenia
- Krzyż Walecznych dwukrotnie[2][13]
- Medal Niepodległości – 23 grudnia 1933 „za pracę w dziele odzyskania niepodległości”[14][15]
- Srebrny Krzyż Zasługi[13]
- Krzyż Kampanii Wrześniowej – pośmiertnie 1 stycznia 1986[16]
- Medal Zwycięstwa[17]